# Lex de bello indicendo
Die lex de bello indicendo bezeichnet den Kriegsbeschluss der römischen Comitien.
Der Beschluss erfolgte ursprünglich in den Centuriatscomitien, in späterer Zeit konnte er auch ausnahmsweise in den Tribuscomitien erfolgen. Der Inhalt des Beschlusses war die Erschaffung eines militärischen Kommandos für ein neues Kriegsgebiet, mit einem ausdrücklichen Kriegsführungsauftrag. Die lex de bello indicendo veranlasste nicht die völkerrechtlich erhebliche Kriegserklärung – diese konnte nach mehrmaligen res repetere (Genugtuungsgesandtschaften) vor oder nach dem Komitienbeschluss erfolgen und wurde während der frühen Römischen Republik auf Beschluss des Senates von den Fetialen durchgeführt, später durch die säkularen Legaten. Es bedurfte keiner lex de bello indicendo, wenn im Kriegsgebiet bzw. in dessen Nachbarschaft bereits ein militärisches Kommando bestand. In diesen Fällen wurde in der Regel ein bereits bestehendes militärisches Kommando um den neuen Kriegsauftrag lediglich durch Senatsbeschluss erweitert. Neue militärische Kommanden konnten auch ohne ausdrücklichen Kriegsauftrag durch die Comitien beschlossen werden – diese Volksbeschlüsse hatten aber nicht die alte Form der lex de bello indicendo (Bsp. Erster Punischer Krieg, Erster Makedonischer Krieg). Deshalb begegnet die lex de bello indicendo in der klassischen Republik nur gelegentlich und zwar vor allem in den Fällen, in denen der Kriegsbeschluss auf eine breite innenpolitische Basis gestellt werden sollte (Zweiter Punischer Krieg, Zweiter Makedonischer Krieg und Dritter Makedonischer Krieg).
Die lex de bello indicendo lässt sich bis in die Zeit der Bildung der Centuriatscomitien zurückverfolgen (6. Jh. v. Chr.). Sie war wahrscheinlich das innenpolitische Ergebnis der im 6. Jh. v. Chr. sich verändernden Militärverfassung Roms (zunehmenden Beteiligung der in der Hoplitenphalanx dienenden römischen Bürgerschaft), die auch zur Bildung der Centuriatscomitien führte. In der frühen und mittleren römischen Königszeit (8.–7. Jh. v. Chr.) erfolgte kein Kriegsbeschluss im Einzelfall, sondern dem König wurde das militärische Kommando einmalig am Anfang seiner Regierungszeit durch die lex curiata de imperio übertragen. Der letzte überlieferte Kriegsbeschluss der Komitien erfolgte gegenüber Kleopatra 32 v. Chr. Während des Prinzipats erfolgten wahrscheinlich keine leges de bello indicendo mehr; denn durch das mehrfach privilegierte militärische imperium des Princeps boten sich vielfache verfassungsgemäße Möglichkeiten der Kriegseröffnung ohne Beteiligung der Komitien.